# Syrrhopodon lamprocarpus
Syrrhopodon lamprocarpus är en bladmossart som beskrevs av Mitten 1883. Syrrhopodon lamprocarpus ingår i släktet Syrrhopodon och familjen Calymperaceae. Inga underarter finns listade i Catalogue of Life.